# Елизарова, Мария Евгеньевна
Мари́я Евге́ньевна Елиза́рова (19 января 1898, Казань, Российская империя — 2 апреля 1972, Москва) — советский литературовед и теоретик литературы. Доктор филологических наук (1951), профессор (1952). Профессор и заведующая кафедрой зарубежной литературы факультета русского языка и литературы МГПИ имени В. И. Ленина (1950–1970).

## Биография
Родилась 19 января 1898 года в Казани.
В 1916 году окончила самарскую гимназию и поступила на филологический факультет Высших женских (Бестужевских) курсов в Петрограде. 
В 1920 году поступила на первый курс этнологического отделения литературного факультета Первого Московского университета. 
В 1930–1931 годы была научным сотрудником Института методов внешкольной работы. 
Окончив аспирантуру на кафедре зарубежной литературы Московского государственного педагогического института имени А. С. Бубнова, в 1934 году защитила диссертацию на соискание учёной степени кандидата филологических наук по теме «Реализм Диккенса и проблема комического». 
Преподавала на кафедре истории зарубежной литературы Московского государственного педагогического института имени А. С. Бубнова. 
В 1951 году защитила докторскую диссертацию «Реализм Чехова и проблемы западноевропейской литературы второй половины XIX в.».
В 1950–1970 годы — профессор и заведующая кафедрой зарубежной литературы факультета русского языка и литературы МГПИ имени В. И. Ленина.
Умерла в 1972 году. Похоронена на Новодевичьем кладбище.

## Награды
Награждена орденом «Знак почета», медалью «За доблестный труд. К 800-летию Москвы».

## Научная деятельность
Является автором целого ряда работ по французской, английской и немецкой литературе (XVIII–XX вв.): от П. Бомарше до А. Доде и Г. Флобера, от Ч. Диккенса до Г. Манна.
В 1930-е с предисловиями Елизаровой вышли романы Э. Золя «Жерминаль» и «Западня», «Тяжелые времена» Ч. Диккенса, романы Ж. Санд, «Пармская обитель» Стендаля, «Евгения Гранде» О. Бальзака, «Дэвид Копперфилд» Ч. Диккенса. Елизарова является автором монографии о Бальзаке («Бальзак: Очерк творчества», 1951). Занималась изучением теоретических проблем, связанных со спецификой романтизма и реализма в литературах Западной Европы в XIX в. На основе лекционного курса был издан учебник «История зарубежной литературы XIX в.» (первое изд. 1957, неоднократно переиздавался). Елизарова была одним из родоначальников школы сравнительно-исторического литературоведения с советской филологии («Гюзла» и «Песни западных славян», 1937; «Мериме и Пушкин», 1938).
На протяжении всего периода научной деятельности Елизарова вносила вклад в отечественную чеховиану. Помимо монографии «Творчество Чехова и вопросы реализма конца XIX века» (1958) и статей, в которых исследовалось влияние Чехова-прозаика и Чехова-драматурга на писателей Запада, она работала над книгой о Чехове и литературном движении 1880-1890-х гг., оставшейся незаконченной.

## Научные труды

### Монографии
- Бальзак: Очерк творчества. — М.: Гослитиздат, 1951. — 93 с.
- Balzac. Budapest: Művelt nép, 1953. — 85 с.
- Творчество Чехова и вопросы реализма конца XIX в. — М.: Гослитиздат, 1958. — 200 с.
- Курс лекций по истории зарубежной литературы XX века. — М., 1965. (совм. с Н. П. Михальской)
- История зарубежной литературы XIX в. / М. Е. Елизарова и др. — 2-е изд. — М., 1964.
- Введение в изучение зарубежной литературы XIX века. — М.: [б. и.], 1972. — Ч. 1. 1972. — 59 с.
- Эстетические позиции и творческий метод писателя: Сб. ст. — М., 1972.

### Статьи
- Чеховский рассказ и газетная хроника // Литературная учеба. — 1933. — № 9.
- Мотивы творчества Мопассана // Из истории реализма XIX в. на Западе. — М., 1934.
- Реализм Диккенса и проблема комического // Из истории реализма XIX века на Западе. — М., 1934.
- Бомарше и французская реалистическая комедия XVIII в. // Реализм XVIII в. — М., 1936.
- «Гюзла» и «Песни западных славян» // Литературная учеба. — 1937. — № 12.
- Мериме и Пушкин // Учёные записки МГПИ. — 1938. — Вып. 4.
- Жорж Занд в русской критике и литературе // Учёные записки МГПИ. — 1941. — Вып. 5.
- Мировое значение творчества А. П. Чехова // Творчество А. П. Чехова. — М., 1956.
- Проблема зарубежной литературы в «Очерках гоголевского периода русской литературы» Н. Г. Чернышевского // Учёные записки МГПИ имени В. И. Ленина. Т. 141-А. Вып. 4. 1959.
- «Человек в футляре» А.П. Чехова и «Учитель Унрат» Г. Манна // Филологические науки. — 1963. — № 3.
- Проблема романа в творчестве А. П. Чехова // Учёные записки МГПИ. — 1967. — № 280.